# Cohésion économique et sociale
La cohésion économique et sociale est un concept de la construction européenne.  Il est basé sur l'idée que pour créer, maintenir et développer des politiques communes effectives, il faut des développements économiques homogènes dans les différentes régions qui composent l'Union européenne.
La cohésion économique et sociale bénéficie d'une direction générale au sein de la Commission des Communautés européennes.  Cette direction fait partie des attributions du Commissaire européen chargé de la politique régionale.